# Зидьян
Зидья́н (Старый Зидьян) — село в Дербентском районе Республики Дагестан. Входит в состав сельского поселения «Зидьян-Казмалярский сельсовет».

## Географическое положение
Населённый пункт расположен в 17 км к западу от города Дербент, на склоне горы Барафтау.

## История
С середины 1960-х годов было начато плановое переселение жителей села в село Зидьян-Казмаляр и посёлок №1 совхоза имени Ильича (ныне Чинар).

## Население
| 1895 | 1926 | 1939 | 1970 | 1989 | 2002 | 2010 |
| ---- | ---- | ---- | ---- | ---- | ---- | ---- |
| 532  | ↗574 | ↗620 | ↘88  | ↘0   | ↗63  | ↗149 |
| 2021 |      |      |      |      |      |      |
| ↘116 |      |      |      |      |      |      |

По статистическим сборникам второй половины XIX века (1869 и 1895 года) в селе жили таты-мусульмане, говорящие на языке татъ.
Национальный состав
По результатам Всероссийской переписи населения 2021 года:
| Народ         | Численность, чел. | Доля от всего населения, % |
| ------------- | ----------------- | -------------------------- |
| азербайджанцы | 59                | 50,86 %                    |
| даргинцы      | 45                | 38,79 %                    |
| русские       | 7                 | 6,03 %                     |
| агулы         | 4                 | 3,45 %                     |
| другие        | 1                 | 0,87 %                     |
| всего         | 116               | 100 %                      |